# Горан Гавранчич
Горан Гавранчич (на сърбохърватски: Goran Gavrančić, роден на 2 август 1978 г. в Белград, Сърбия, бивша Югославия) е сръбски футболист, национал. Играе за украинския Динамо Киев. След това под наем в гръцкия ПАОК (Солун). От 2009 г. е играч на Партизан (Белград).
Гавранчич започва професионалната си кариера в сръбския Чукарички Станком. Юноша е на Цървена Звезда. Доброто му представяне в Чукарички впечатлява легендарния треньор на Динамо Киев Валери Ловановски и през 2001 г. той преминава в украинския гранд. Оттогава е неизменима част от отбора и доказва немалко пъти добрите качества, които притежава. Данните му за защитник също са впечатляващи – 101 мача и 20 вкарани гола. Много силен във въздушните единоборства.

Част е от „Великолепната четворка“ сръбски бранители, които по време на квалификациите за Световното първенство в Германия допускат едва един гол. Другите трима защитника са Неманя Видич (Манчестър Юнайтед), Младен Кръстаич (Шалке 04) и Ивица Драгутинович (Севиля).

## Кариера по години
- 1998 – 2001  Чукарички-57 мача,1 гол
- 2001 – 2007  Динамо Киев-135 мача,22 гола
- 2008(под наем)  ПАОК-7 мача
- 2009 – 2010  Партизан-15 мача
- 2010-досгеа  Хенан Конструкшън ФК-0 мача